# Pushpagiri Vihara
Pushpagiri Vihara (en oriya: ପୁଷ୍ପଗିରି) era un antic mahavihara o monestir budista a dalt del turó de Langudi, en el districte de Jajpur d'Odhisa, a l'Índia. Pushpagiri s'esmenta en els escrits del viatger xinés Xuan Zang (c. 602 - c. 664) i en altres fonts antigues. Fins a la dècada dels 1990, es plantejà la hipòtesi que es tractava dels llocs monàstics del grup Lalitgiri-Ratnagiri-Udayagiri, també situats en el districte de Jajpur. Aquests jaciments contenen ruïnes de molts edificis, stupas diverses, escultures —moltes traslladades ara a museus— i altres objectes.
Les excavacions dutes a terme als pujols de Langudi entre el 1996 i el 2006 van fer el descobriment d'un altre jaciment, amb inscripcions que descriuen el monestir local com a puṣpa sabhar giriya, i que els excavadors van identificar com a Pushpagiri. Aquesta és l'opinió generalitzada entre els estudiosos.
La visita de Xuan Zang indica que Pushpagiri era un lloc budista important de l'Índia antiga. Juntament amb Nalanda, Vikramashila, Odantapuri, Tàxila i Vallabhi, degué ser un important centre d'aprenentatge. Va florir entre els segles III i XI de la nostra era.

## Esments històrics
El viatger xinés Xuan Zang (c. 602-644) descriu un "sangharama" (monestir) anomenat Pu-se-p'o-k'i-li a la regió sud-occidental d'un país, el nom del qual es translitera de maneres diferents, com ara U-Cha o Wu-T-U. Alguns erudits com Stanislas Julien i Samuel Beal restauraren Pu-se-po-k'i-li com a «Pushpagiri», i el nom del país com a «Ota» o «Udra». Els erudits identifiquen aquest país com a Odra en l'actual Odisha. Xuan Zang descriu el monestir així:
| « | Al sud-oest del país hi havia el monestir Pu-sie-p'o-k'i-li en una muntanya; el cim de pedra d'aquest monestir tenia llums sobrenaturals i altres miracles, les ombrel·les col·locades pels adoradors entre la cúpula i l'"amalaka" hi romanien com agulles atretes per un imant. | » |

Una inscripció del segle iii del rei d'Andhra Ikshvaku Vira-purusha-datta, trobada a Nagarjunakonda (en l'actual Andhra Pradesh), esmenta que un upasika anomenat Bodhisiri feu moltes donacions a santuaris budistes. Una en fou el patrocini de la construcció d'una mandapa de pedra a Puphagiri. Segons Thomas E. Donaldson, és probable que aquest lloc siga el mateix que el Pushpagiri que apareix en els registres de Xuan Zang —Puphagiri és la forma pali del sànscrit Pushpagiri—, i estava situat en l'actual Odisha. Pratapaditya Pal assenyala que, si fos així, l'emplaçament a Odisha degué establir-se al segle iii o abans. Altres estudiosos, però, com Dineshchandra Sircar i B. S. L. Hanumantha Rao, identifiquen aquest Puphagiri amb el Temple de Pushpagiri en l'actual districte de Kadapa, a Andhra Pradesh.
El monjo budista del segle IX Prajna, després de passar 18 anys en llocs diferents, entre aquests Nalanda, restà en un monestir sense nom de Wu-ch'a (identificat amb Odra), abans d'anar a la Xina. Alguns estudiosos, com ara Prabhat Mukherjee, pensen que aquest monestir era Pushpagiri.

## Identificació
En el segle xx, alguns estudiosos van identificar el Pushpagiri esmentat en els registres de Xuan Zang amb llocs de l'actual Odisha. Ramaprasad Chanda (1930), del Servei Arqueològic de l'Índia, creia que Udayagiri o Lalitgiri podien ser el Pushpagiri històric. Segons les ruïnes arqueològiques, K. C. Panigrahi (1961) plantejava la hipòtesi que Udayagiri, Lalitgiri i Ratnagiri formaven un grup comú, denominat Pushpagiri. En línia recta serien Ratnagiri i Udayagiri. N. K. Sahu (1958) situà Pushpagiri en la regió de Phulbani-Gumsur, basant-se en les descripcions geogràfiques de les obres de Xuan Zang.
El 1985, el Servei Arqueològic de l'Índia començà una excavació a Lalitgiri per a confirmar la seua relació amb Pushpagiri. L'excavació tragué a la llum descobriments arqueològics importants, però cap no en confirmà pas la identificació de Lalitgiri amb Pushpagiri.

## Excavacions al pujol de Langudi
En la dècada dels 1990, el professor Harish Chandra Prusty va descobrir unes ruïnes budistes al turó de Langudi, en el districte de Jajpur. És a uns 18 km de distància d'Udaygiri, el més proper dels jaciments del «triangle», riu amunt. El 1993, ell i Pradeep Mohanty van descriure el jaciment de Langudi en un article del Bulletin of the Deccan College Research Institute. El 1996, l'Institut d'Estudis Marítims i del Sud-est Asiàtic d'Orissa i el Departament d'Arqueologia de l'estat d'Odisha exploraren el jaciment. Entre el 1996 i el 2006, l'Institut feu excavacions en una àrea de 0,58 km².
Una inscripció en brahmi fragmentada, descoberta en el jaciment, anomena el lloc puṣpa sabhar giriya ('pujol ple de flors'), identificat pels excavadors com Pushpagiri. L'any 2000, una excavació duta a terme per l'institut, amb la supervisió de l'arqueòleg Debraj Pradhan, hi descobrí un gran stupa, i altres artefactes arqueològics, com ara pilars, una inscripció en brahmi fragmentària, segells de terracota i ceràmica negra polida del nord. Debraj Pradhan creu que l'stupa fou erigit per l'emperador Mauricià Aixoka (304-232 abans de la nostra era). Tot i que Xuan Zang suggereix que Odra tenia 10 stupas erigits per Aixoka, és l'únic descobert fins ara. Segons B. N. Mukherjee, de la Universitat de Calcuta, que va desxifrar la inscripció en brahmi, l'stupa pot haver estat erigit per «un adorador budista laic anomenat Aixoka».
El 2007, es van descobrir 34 stupas tallats en la roca, de diverses grandàries, al nord del turó. Al contrafort sud, es van descobrir escultures budistes tallades en la roca, també estàtues de budes Dhyani en diverses postures. Segons D. K. Dimri, superintendent del cercle d'Odhisa del Servei Arqueològic de l'Índia, les troballes abasten un període entre el segle i i el IX, i suggereixen l'existència d'un important monestir budista. El 2007, el Servei Arqueològic de l'Índia es feu càrrec de les excavacions.(14)

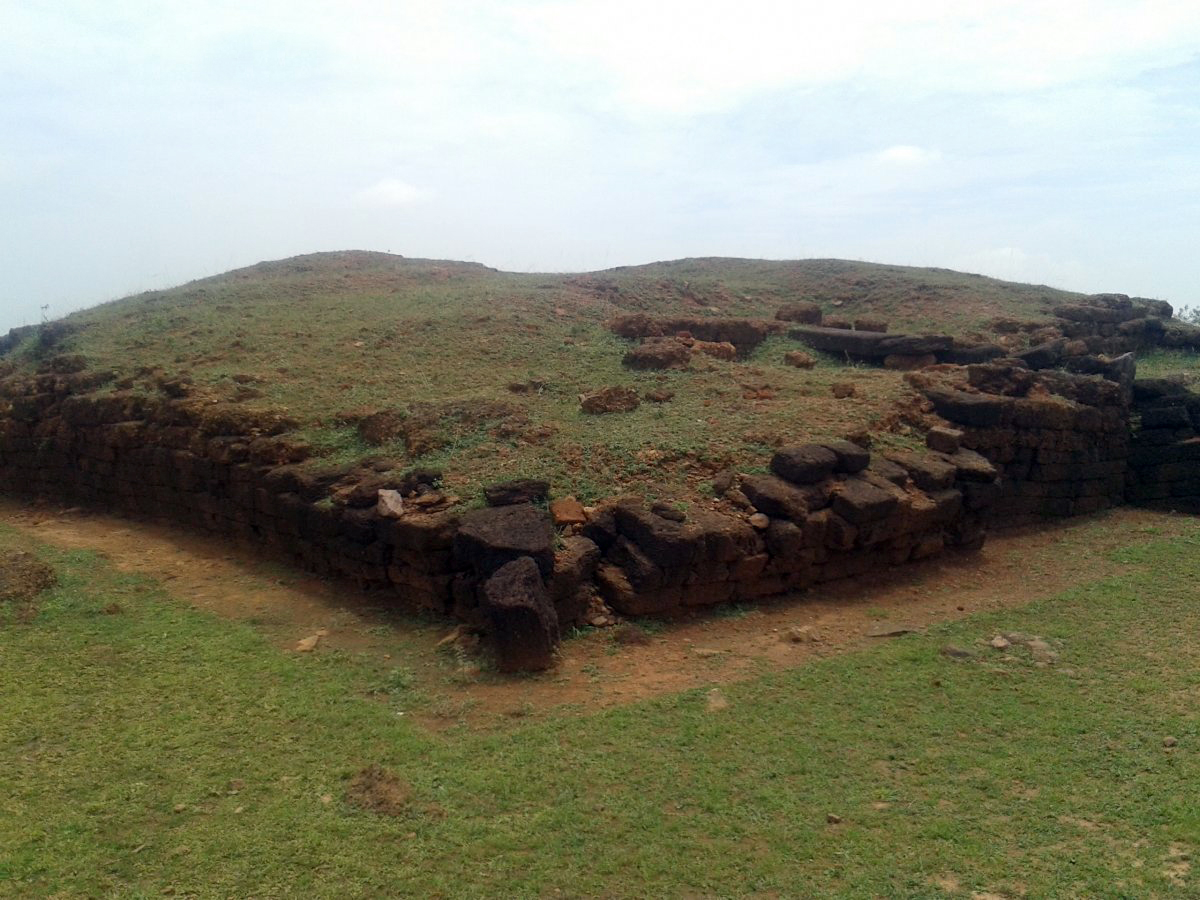
Ruïnes de l'stupa gran de base quadrada
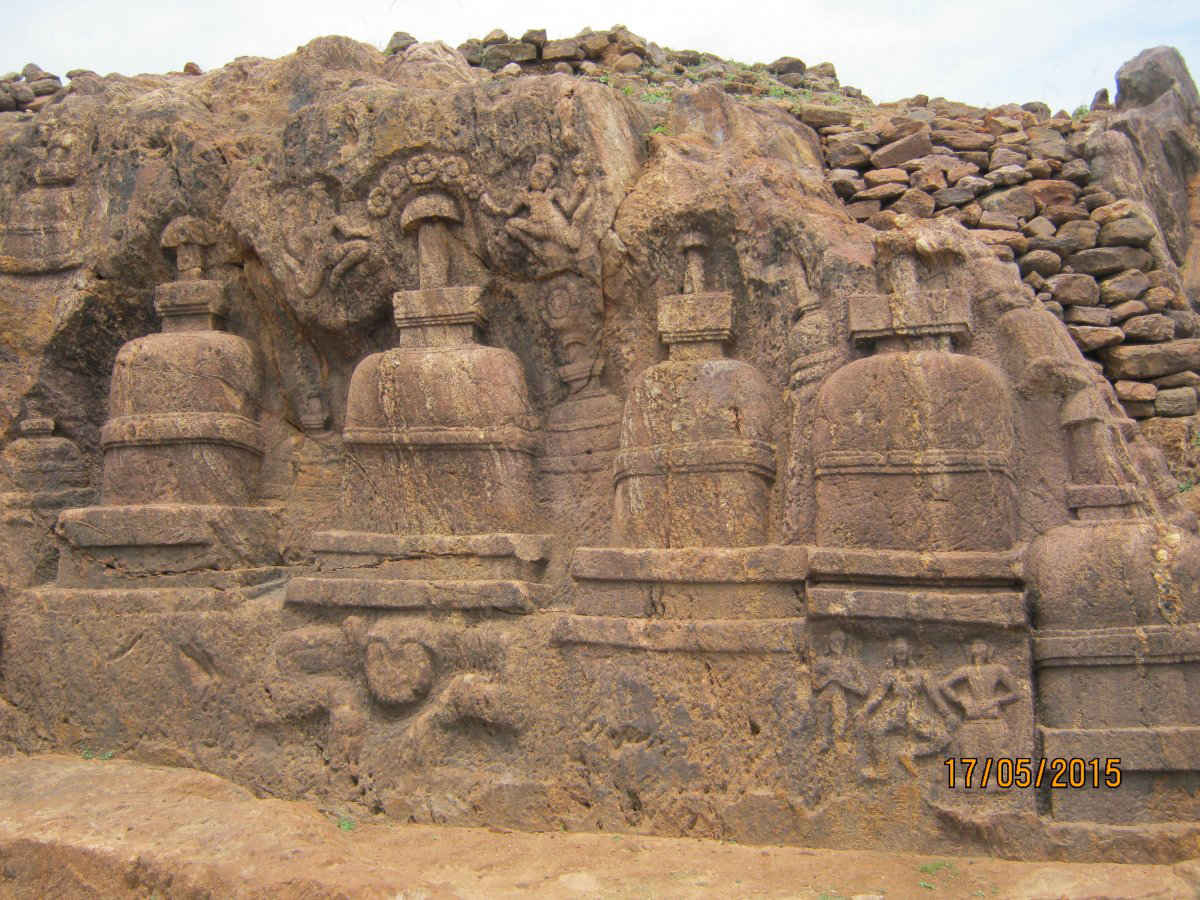
Stupas excavats en la roca
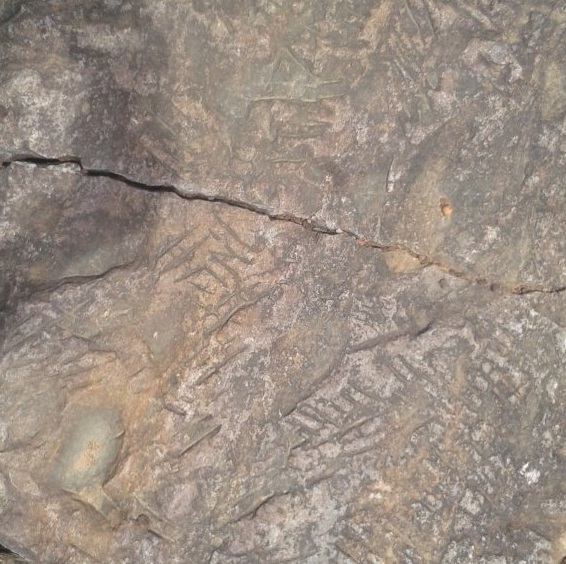
Inscripció en pedra escrita en pali

Hi ha diversos llocs budistes als voltants dels pujols de Langudi. El turó de Kima, a la rodalia, conté un elefant únic tallat en la roca i envoltat de quatre monòlits, que data del període de l'Imperi Màuria, el segle iii aC. Deuli, un pujol situat en la confluència dels rius Brahmani i Kimiria, ha conservat cinc cambres budistes tallades en la roca en coves. S'han descobert altres jaciments budistes a Bajragiri, Sarapur i Paikrapur. Les ruïnes de Langudi són potser el major conjunt històric budista de l'Índia.